# Holtsáv (televíziós sorozat)
A Holtsáv (eredeti cím: The Dead Zone) 2002 és 2007 között futott amerikai-kanadai televíziós sorozat, ami Stephen King azonos című regénye alapján készült. A műsor alkotói Michael és Shawn Piller, a történet pedig egy férfiről szól, aki egy baleset után képes meglátni és módosítani mások jövőjét. A főbb szereplők közt megtalálható Anthony Michael Hall, Nicole de Boer, Chris Bruno, John L. Adams és Connor Price.
A műsort az Amerikai Egyesült Államokban az USA Network adta 2002. június 16. és 2007. szeptember 16. között. Magyarországon az AXN mutatta be 2005. március 6-án, majd az M1 is műsorra tűzte 2005. július 7-én, 2006. április 30-án pedig a Viasat 3 is bemutatta.

## Cselekmény
Johnny Smith egy kisvárosi tanár, aki egy autóbaleset után hat évre kómába esik. Felébredése után Johnnynak furcsa víziói lesznek, emberek és a hozzájuk kapcsolódó tárgyak megérintésekor látja azok múltját és lehetséges jövőjét. Az orvosok szerint ezek Johnny agyának egy korábban nem használt részében, az úgynevezett "holtsávban" jönnek létre, John pedig megpróbálja újdonsült képességeit jóra használni, amiben volt felesége, Sarah és annak új párja, Walt Bannermann sheriff is segítségére van.

## Szereplők
| Szereplő                     | Színész                                                | Magyar hang              |
| ---------------------------- | ------------------------------------------------------ | ------------------------ |
| Johnny Smith                 | Anthony Michael Hall                                   | Viczián Ottó Holl Nándor |
| Walt Bannerman               | Chris Bruno                                            | Lux Ádám Kőszegi Ákos    |
| Bruce Lewis                  | John L. Adams                                          | Kerekes József           |
| Sarah Bracknell Bannerman    | Nicole de Boer                                         | Kisfalvi Krisztina       |
| John "Johnny"/"JJ" Bannerman | Spencer Achtymichuk (1-5. évad) Connor Price (6. évad) |                          |
| Eugene "Gene" Purdy          | David Ogden Stiers                                     | Konrád Antal             |
| Roscoe                       | Bill Mondy                                             |                          |
| Greg Stillson                | Sean Patrick Flanery                                   |                          |
| James Stillson               | Garry Chalk                                            |                          |
| Dana Bright                  | Kristen Dalton                                         |                          |
| Christopher Wey              | Frank Whaley                                           |                          |

## Epizódok
| Évad | Évad | Epizódok | Eredeti sugárzás | Eredeti sugárzás     | Eredeti adó |
| Évad | Évad | Epizódok | Évadpremier      | Évadfinálé           | Eredeti adó |
| ---- | ---- | -------- | ---------------- | -------------------- | ----------- |
|      | 1    | 13       | 2002. június 16. | 2002. szeptember 16. | USA Network |
|      | 2    | 19       | 2003. január 5.  | 2003. augusztus 17.  | USA Network |
|      | 3    | 12       | 2004. június 6.  | 2004. augusztus 22.  | USA Network |
|      | 4    | 12       | 2005. június 12. | 2005. december 4.    | USA Network |
|      | 5    | 11       | 2006. június 18. | 2006. augusztus 27.  | USA Network |
|      | 6    | 13       | 2007. június 17. | 2007. szeptember 16. | USA Network |